# Луво језик
Луво језик је језик из породице нило-сахарских језика, грана нилотских језика. Њиме се служи око 80.000 становника Јужног Судана у вилајету Западни Бахр ел Газал и Западна Екваторија у региону око градова Вава и Авејла, тачније између река Џур и Тонџ. Користи латинично писмо, и чини га неколико дијалеката.